# Élection présidentielle turkmène de 2017
L'élection présidentielle turkmène de 2017 a lieu le 12 février 2017 afin d'élire au suffrage universel direct le président de la république du Turkménistan pour un mandat de sept ans. Il en résulte la réélection pour un troisième mandat de Gurbanguly Berdimuhamedow avec plus de 97 % des voix.

## Situation politique
Le Turkménistan est généralement considéré comme une dictature, où les élections ne sont qu'une façade du régime autoritaire. Des réformes sont introduites en amont de ce scrutin : la durée du mandat présidentiel est portée à sept ans au lieu de cinq, le nombre de mandats maximal qu'un président peut exercer est abrogé et les partis politiques d'opposition sont officiellement autorisés,. En apparence, cette dernière réforme met fin au régime du parti unique, et instaure les premières élections multipartites de l'histoire du pays. En réalité, les deux nouveaux partis autorisés sont perçus comme étant une création du régime, visant à créer un semblant de vie démocratique,.

## Système électoral
Le président du Turkménistan est élu au scrutin uninominal majoritaire à deux tours pour un mandat de sept ans, sans limitation du nombre de mandats. Est élu le candidat ayant recueilli la majorité absolue des suffrages exprimés au premier tour. À défaut, un second tour est organisé entre les deux candidats arrivés en tête au premier, et celui recueillant le plus de suffrages est déclaré élu. Avant 2016, la durée du mandat était de cinq ans.

## Candidats et partis
Officiellement il existe trois partis politiques. Le Parti démocratique (nationaliste, autoritaire) est le parti au pouvoir, celui du président Gurbanguly Berdimuhamedow. Ce dernier, qui dirige le pays depuis 2006, a bâti « un culte de la personnalité presque aussi omniprésent que celui de son prédécesseur excentrique, Saparmyrat Nyýazow ». Les deux nouveaux partis autorisés sont le Parti agraire et le Parti des industriels et des entrepreneurs,.
Il y a neuf candidats, dont un pour chacun des deux nouveaux partis, les autres étant des figures de la haute administration publique ou des dirigeants d'entreprises publiques. Outre le président sortant, les candidats sont : Jumanazar Annayev (vice-président de la province de Mary), Ramazan Durdyyev (député, et directeur de la raffinerie de pétrole de Seidi), Meretdurdy Gurbanov (vice-président de la province de Daşoguz), Serdar Jelilov (président du Département d'économie et du développement de la province d'Ahal), Suleimannepes Nurnepesov (PDG de l'entreprise chimique publique Garabogazsulfat), Maksat Annanepesov (vice-président d'une entreprise publique agro-alimentaire), Bekmyrat Atalyev (candidat du Parti des industriels et des entrepreneurs), et Durdygylych Orazov (candidat du Parti agraire).

## Campagne électorale
Il n'y a pas de réelle campagne électorale, et aucun débat entre les candidats. Les huit candidats qui font figure d'opposition proposent officiellement des mesures de développement économique liées à leurs secteurs de spécialité respectifs, mais expriment surtout leur admiration pour la politique économique de leur concurrent, le président sortant. Aucun candidat ne critique le gouvernement ni les propositions du président.

## Résultats
Le taux de participation annoncé est de 97,58 %. Gurbanguly Berdimuhamedow est déclaré vainqueur au premier tour, avec 97,69 % des suffrages. Les huit autres candidats se partagent les 2,31 % de suffrages restants.
| Candidat               | Candidat                  | Parti                  | Voix      | %     |
| ---------------------- | ------------------------- | ---------------------- | --------- | ----- |
|                        | Gurbanguly Berdimuhamedow | TDP                    | 3 090 610 | 97,69 |
|                        | Maksat Annanepesov        | Ind.                   | 37 964    | 1,02  |
|                        | Bekmyrat Atalyev          | TSTP                   | 11 390    | 0,36  |
|                        | Serdar Jelilov            | Ind.                   | 7 909     | 0,25  |
|                        | Jumanazar Annayev         | Ind.                   | 6 644     | 0,21  |
|                        | Meretdurdy Gurbanov       | Ind.                   | 5 378     | 0,17  |
|                        | Ramazan Durdyyev          | Ind.                   | 4 745     | 0,15  |
|                        | Suleimannepes Nurnepesov  | Ind.                   | 2 847     | 0,09  |
|                        | Durdygylych Orazov        | TAP                    | 1 898     | 0,06  |
|                        |                           |                        |           |       |
| Total                  | Total                     | Total                  | 3 163 692 | 100   |
| Abstention             | Abstention                | Abstention             | 78 561    | 2,72  |
| Inscrits/Participation | Inscrits/Participation    | Inscrits/Participation | 3 252 243 | 97,28 |